# Wild Card (Zukunftsforschung)
Als Wild Cards werden in der Zukunftsforschung unerwartete Ereignisse bezeichnet, die eine geringe Wahrscheinlichkeit haben, deren Eintreten jedoch starke Veränderungen nach sich zieht.
Karlheinz Steinmüller definiert Wild Cards als „seltene und überraschende Ereignisse mit massiven Auswirkungen“. Eine internationale Forschergruppe charakterisierte Wild Cards 1992 als „zukünftige Entwicklung oder Ereignis mit relativ niedriger Eintrittswahrscheinlichkeit aber wahrscheinlich hohem Einfluss auf das Geschehen.“ Mendonca et al. verstehen unter Wild Cards singuläre (historisch einmalige), plötzliche (abrupte), überraschende und erschütternde (shattering) Ereignisse.

## Beispiele
Zu unterscheiden ist zwischen Beispielen von denkbaren zukünftigen Ereignissen, die aus heutiger Sicht als unwahrscheinlich gelten, und Ereignissen aus der Vergangenheit, die vor ihrem tatsächlichen Eintreten als unwahrscheinlich galten. Eine Wild Card im ersteren Sinne ist z. B. der Erstkontakt mit einer intelligenten, extraterrestrischen Spezies. Als Beispiel für eine Wild Card im letzteren Sinn werden häufig die Terroranschläge am 11. September 2001 genannt. Auch die Ölkrise von 1973 wird in der Literatur als Beispiel in dieser Kategorie herangezogen:

„Manchmal führen Wild Cards auch zu wirtschaftlichem Gewinn. So erarbeitete etwa ein Forschungsteam des multinationalen Öl-Konzerns ‚Shell‘ Anfang der siebziger Jahre eine Studie über die Folgen einer damals für sehr unwahrscheinlich gehaltenen Entwicklung: stark ansteigende Ölpreise und rasant sinkende Fördermengen. Diese Krise würde – so die Forscher – zu langen Liegezeiten der Öltanker führen und die teuren Hafengebühren könnten die Transportkosten steigern. Vorbeugend nahmen nun die Shell-Juristen einen Passus in die Verträge mit den Reedereien auf, der den Öl-Konzern im Falle längerer krisenbedingter Liegezeiten von den hohen Chartergebühren entband. Die Reeder hielten diesen Vertragsbestandteil für eine Marotte übervorsichtiger Advokaten und unterschrieben bedenkenlos. Als dann 1973 völlig überraschend wirklich eine schwere Ölkrise auftrat, hatte Shell einen unschätzbaren Vorteil gegenüber den weniger vorausschauenden Konkurrenten.“

Der Begriff wird auch häufig verwendet in Zusammenhang mit möglichen Szenarien kosmischen Ursprungs, die die Menschheit auslöschen können.

## Verwandte Begriffe
Der Begriff der Wild Card weist eine hohe Nähe zu Talebs Begriff des „Schwarzen Schwans“ auf. Unter einem „Schwarzen Schwan“ versteht Taleb ein Ereignis, das erstens vorgängigen Erwartungen zuwiderläuft (outlier), zweitens enorme Auswirkungen entfaltet (high impact) und drittens erst in der Rückschau erklärbar wird (makes us concoct explanations after the fact).